# Pseudomertensia
- Commons
- Wikispecies

Pseudomertensia é um gênero de plantas pertencente à família Boraginaceae. Trata-se de uma  herbácea perene com flores azuis ou roxas azuladas. Sua área de ocorrência natural vai do Irã ao Himalaia.